# Толоно (Илиноис)
Толоно (енгл. Tolono) град је у америчкој савезној држави Илиноис.

## Демографија
По попису из 2010. године број становника је 3.447, што је 747 (27,7%) становника више него 2000. године.
| Група             | 2000.         | 2010.         |
| Белци             | 2.627 (97,3%) | 3.281 (95,2%) |
| Афроамериканци    | 8 (0,3%)      | 29 (0,8%)     |
| Азијати           | 4 (0,1%)      | 25 (0,7%)     |
| Хиспаноамериканци | 25 (0,9%)     | 44 (1,3%)     |
| Укупно            | 2.700         | 3.447         |